# Bresztovszky Béla
Bresztovszky Béla (Nagykároly, 1872. augusztus 28. – Budapest, Ferencváros, 1941. június 7.) gépészmérnök, műegyetemi tanár.

## Családja
Szülei Bresztovszky Ede és Gryneus Vilma. Testvére Bresztovszky Ede (1889–1963) író, újságíró és Bresztovszky Ernő (1882–1922) író, újságíró, politikus. Felesége Rauscher Lujza Mária, Rauscher Lajos iparművész, építész leánya.

## Életútja
Rimaszombatban és Dobsinán végezte az elemi iskolát 1878 és 1882 között, majd az algimnáziumot Rimaszombatban és Máramarosszigeten járta ki 1882 és 1886 között. Ezután a nagyváradi főreáliskolában tett le az érettségi vizsgálatot 1890-ben. 1894-ben a József Műegyetemen gépészmérnöki oklevelet, majd 1907-ben műszaki doktori diplomát szerzett. Később továbbképezte magát Darmstadt, München, Genf, Berlin-Charlottenburg műszaki egyetemein, valamint 1894–1896-ban a párizsi Sorbonne hallgatója volt. 1909-ben szerzett magántanári képesítést a szilárdsági kísérletek tárgykörben.
Eleinte a József Műegyetem tanársegéde, s egyidejűleg a budapesti Danubius Hajógyár hídosztályának szerkesztő mérnöke volt 1896 és 1899 között. 1899-től 1901-ig a Magyar Monier Vasbeton Vállalat vezető mérnökeként dolgozott, majd 1901-tól 1912-ig a József Műegyetem Műszaki Mechanikai és Elméleti Géptani Tanszék adjunktusa, 1909–12-ben magántanár, 1912 és 1914 között pedig nyilvános rendkívüli tanára és a Tanszék vezetője volt, majd 1914-től ugyanott nyilvános rendes tanárként működött. 1916-tól a Műszaki Mechanikai Laboratórium és Kísérleti Állomás vezetője, 1920–22-ben és 1925–27-ben pedig a műegyetem Gépészmérnöki Osztályának dékánja volt. 1927 és 1935 között országgyűlési képviselő, a Felsőház póttagja.
Építőanyagok, födémszerkezetek anyagvizsgálatával foglalkozott, többek között az eltérő korú betonok és téglaszerkezetek rugalmasságát vizsgálta. Kutatta a repülés műszaki kérdéseit is, 1909-ben pedig részt vett a reimsi első repülőversenyen. Fontos szerepe volt a magyar repülés első világháborút követő újjáépítésében. Halálát autóbaleset okozta (nagyfokú agyrázkódást, jobboldali bordatörést szenvedett).
1911 és 1914 között a Magyar Mérnök- és Építész Egyesület (MMÉE) főtitkára, 1924 és 1927 között a Magyar Mérnökök és Építészek Nemzeti Szövetségének elnöke volt. A Magyar Aëro Szövetség alelnöke, a Műegyetemi Sportrepülő Egyesület alapító elnöke.
Szerkesztette a Magyar Mérnök- és Építész Egylet Közlönyét 1912–13-ban.

## Főbb művei
- A födémpróbák kérdése. (Magyar Mérnök- és Építész Egylet Közlönye, 1901)
- A Kleine-féle födém terhelőpróbája. (Magyar Mérnök- és Építész Egylet Közlönye, 1903)
- A parafa mint építőanyag. (Magyar Mérnök- és Építész Egylet Közlönye, 1904)
- „Satorin” homlokzatvakoló anyag. (Magyar Mérnök- és Építész Egylet Közlönye, 1905)
- A beton mechanikai tulajdonságainak megállapítása nyomókísérletekkel. Egy. doktori értek. is. (Magyar Mérnök- és Építész Egylet Közlönye, 1907)
- Kísérletek különböző összetételű és korú betonok rugalmasságáról. (Magyar Mérnök- és Építész Egylet Közlönye, 1908)
- Technikai kísérletező laboratóriumok. (Magyar Mérnök- és Építész Egylet Heti Értesítője, 1909)
- A repülésről. (Universum. V. köt. Budapest, 1910)
- Ipari kísérleti intézetekről. (Budapest, 1911)
- Dynamika és mechanika. (Budapest, 1920)
- Statika és szilárdságtan. (Budapest, 1920)
- Vasszerkezetek. B. B. műegyetemi ny. r. tanárnak a gépészmérnök hallgatók számára tartott előadásai. (Budapest, 1921; 2. átdolgozott kiadás, 1923)
- A technikai anyagvizsgálat. (Budapest, 1930)
- Eljárások a téglaszilárdság meghatározására. (Budapest, 1933)